# ادبیات هند
ادبیات هند (به هندی: भारतीय साहित्य) به ادبیات تولید شده در شبه قاره هند تا سال ۱۹۴۷ (استقلال هند) و پس از آن اشاره دارد. هند ۲۲ زبان به رسمیت شناخته شده دارد و آثار بسیاری به این زبان‌ها نوشته شده‌است.

## تاریخچه
آثار نخستین ادب هند، بیشتر شفاهی بوده‌اند و سینه به سینه منتقل می‌شده‌اند. ادبیات سانسکریت با پیدایش ریگ ودا مجموعه‌ای از سرودهای مقدس هندوان در ۱۵۰۰–۱۲۰۰ پیش از میلاد آغاز می‌شود. به نظر می‌رسد حماسه‌های رامایانا و مهاباراتا در زبان سانسکریت، پایان هزاره اول پیش از میلاد نوشته شده باشند. نمونه‌هایی از آثار ادبی نیز در زبان‌های «کانادا» و تلوگو مربوط به سده‌های پنجم و یازدهم پیدا شده‌است. پس از آن، آثار دیگری در زبان‌های مرهتی و بنگالی و فارسی و اردو و دیگر زبان‌های هندی تولید شده‌است.

## ادبیات معاصر هند
در سال ۱۹۱۳ رابیندرانات تاگور، شاعر و نویسندهٔ هندی با دفتر شعر گیتانجالی توانست جایزه نوبل ادبیات را از آن خود کند. شاعران و نویسندگان دیگری نیز هستند که در زمینه شعر و داستان فعالیت می‌کنند و آثار خود را به انگلیسی یا یکی از زبان‌های هند به چاپ می‌رسانند.

## جایزه‌های ادبی
دو جایزه مهم ادبی در هند وجود دارد:
- «جایزه انجمن ساهیت‌یا آکادمی» (Sahitya Akademi Fellowship)
- «جایزه جنان‌پیث» (Jnanpith Award)

## نویسندگان معاصر هند
- آتیپات کریشناسوامی رامانوجان
- ویکوم محمد بشیر
- ر.ک. نارایان
- آمریتا پریتام
- نیل موکرجی

## ادبیات هندی به زبان انگلیسی
در سده بیستم میلادی، شماری از نویسندگان هندی با نوشتن در زبان انگلیسی افزون بر زبان هندی یا یکی از زبان‌های شبه قاره، خود را از دیگر نویسندگان متمایز نمودند. تاگور، برنده جایزه نوبل ادبیات، نویسندهٔ بنگالی زبان بود که برخی از آثار خود به زبان انگلیسی نوشته بود.
در سال ۱۹۵۰، برای پشتیبانی و انتشار آثار هندی در زبان انگلیسی، در شهر کلکته کارگاهی همگانی توسط شاعر و مقاله‌نویس پی لعل بنیان نهاده شد که تا به امروز کوشیده‌است کنکاش‌گاهی برای ادبیات هند به زبان انگلیسی فراهم نماید.
از دیگر نویسندگان هندی که به زبان انگلیسی آثاری از خود به جای گذاشته‌اند به این نام‌ها می‌توان اشاره کرد:
- سلمان رشدی
- جومپا لاهیری
- ر.ک. نارایان
- گایاتری چاکراورتی اسپیواک
- ویکرام سِت
- ویکرام چاندرا
- آرونداتی روی
- بهاراتی موخِرجی